# Eskimåsväng

Frivilligt genomförd eskimåsväng.

Eskimåsväng, eller kajakroll, är en teknik för att vända tillbaka en kapsejsad kajak på rätt köl utan att lämna sittbrunnen. Den utförs med paddel eller en hand.

## Användning
En välfungerande eskimåsväng är en utmärkt säkerhets- och räddningsteknik eftersom den innebär att man slipper få kajaken vattenfylld och man tvingar inte heller sina paddelkollegor till räddningsmanövrar, som inte alltid är helt riskfria.
Det finns många sätt att rolla en kajak (vid grönländska rolltävlingar poängsätts 36 olika). De flesta går dock ut på att man med paddeln eller handen som stöd mot vattenytan vrider in kajaken under sig, samtidigt som man lutar framåt eller bakåt för att sänka tyngdpunkten. Man använder även flytkraften i paddel och överkropp som hjälp.

## Historik
Eskimåsväng som säkerhets- och räddningsteknik utvecklades främst på Grönland och på Aleuterna, medan den var i stort sett okänd på de flesta andra ställen runt Nordkalotten. Allra högst stod konsten på Grönland, varifrån det finns beskrivningar från mitten av 1700-talet av rolluppvisningar (David Krantz, the history of Greenland 1765-1766).
Eskimåsväng var (tillsammans med snabb assistans av kollegor) det enda sättet att klara en kapsejsning, eftersom det hade inneburit en säker död att hamna utanför kajaken i det iskalla vattnet. Dessutom kunde inuiter inte simma.
Edi Pawlata från Österrike anses vara den förste europé som rollade sin kajak. Han lärde sig själv (1927) efter att ha läst beskrivningar i Nansens böcker; han kom dock att fokusera mera på paddelteknik än på kroppsmotorik, vilket levt kvar i västerländsk tradition sedan dess. Äventyraren och upptäcktsresanden Gino Watkins lärde sig ungefär samtidigt (1930) traditionell kajakmanövrering på Grönland, men omkom i en kajakolycka innan han hann ta med sina kunskaper hem till Europa.
Kring mitten av 60-talet återupptäcktes i Europa och USA den ursprungliga arktiska tekniken, och först då kunde rollen bli en allmänt använd säkerhetsteknik för forspaddlare och nu efterhand även för långfärdspaddlare.  